# Supercasal
Um supercasal  (em inglês: Supercouple) é uma dupla formada por pessoas que mantém um relacionamento amoroso e que é conhecida por ser financeiramente bem-sucedida ou popular, atraindo o fascínio do público de uma maneira intensa ou até mesmo obsessiva. O termo originou-se nos Estados Unidos, e foi cunhado no início de 1980 quando houve um interesse público intenso pelo casal Luke Spencer e Laura Webber na novela fictícia  General Hospital o que fez do par de um fenômeno da cultura popular.
A supercasal inclui casais fictícios de dramas de televisão e cinema, e também casais da vida real que  tabloides e o mainstream tenham concentrado sua atenção ou casais de celebridades populares, comumente dando apelidos a esses casais a partir da junção dos nomes das celebridade em questão. Exemplos são o ex-casal Ben Affleck e Jennifer Lopez (que ficou conhecido pela palavra-valise “Bennifer”) e o relacionamento entre Brad Pitt e Angelina Jolie ("Brangelina").